# Наполеон Іллакович
Наполеон Іллакович (пол. Napoleon Michał Julijiusz Iłłakowicz; лит. Napoleonas Mykolas Julius Ylakavičius; псевдонім Cybulski; 2 грудня 1811, село Англінінкай, Паневежиський повіт  — 7 листопада 1861, Вільно) — польський художник і декоратор, який працював в Литві.

## Біографія

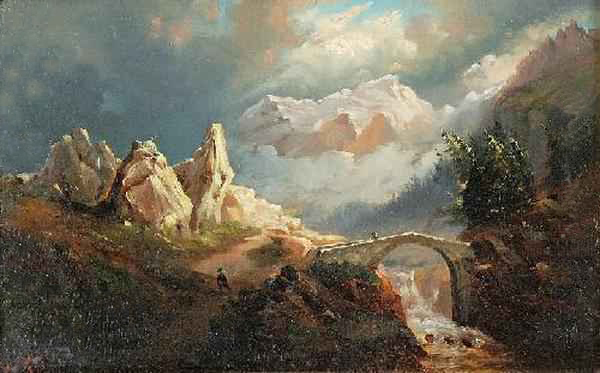
«Гірський пейзаж з мостом» (1852)

Народився в 1811 році. Навчався в Трошкунаї, потім — у Віленській гімназії, де опановував мистецтво малювання у Мацея Пшибильского. З 1830 року навчався живопису в Імператорському Віленському університеті під наставництвом Яна Рустема.
Брав участь у Листопадовому повстанні 1831 року, після поразки якого емігрував до Франції, де в 1833-1836 роках в Парижі продовжував навчатися живопису. Стажувався також у Сарагосі. На півдні Франції декорував палаци і церкви. Подорожував Швейцарією та Італією, в 1848 році побував в Австрії та Кракові. У 1848 році оселився у Львові, де до 1850 року проживав під прізвищем Цибульський.
Повернувшись до Франції, оселився в Бордо. Звідти поїхав до Лондона; брав активну участь в діяльності радикально налаштованої польської еміграції. Працював при дворі королеви Вікторії.
У 1857 році оселився у Вільно, де проживав до кінця життя.

## Творчість

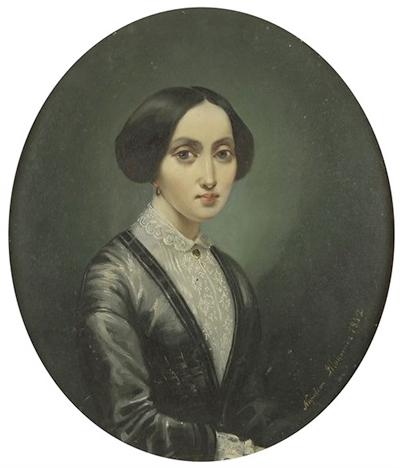
«Портрет дами» (1852)

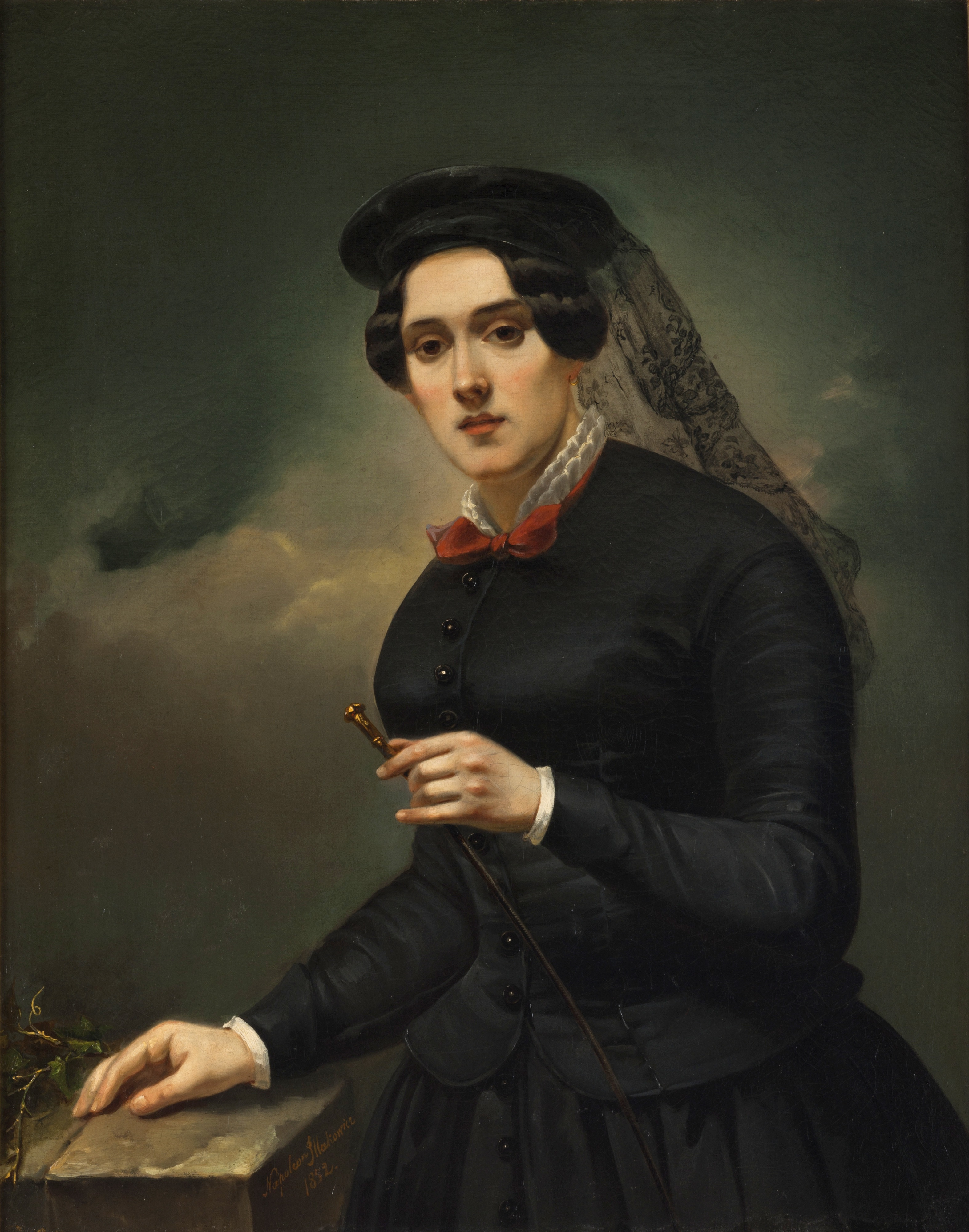
«Амазонка» (1852)

Живопису Іллаковича притаманні риси академізму. Писав портрети багатьох знаменитостей — Жорж Санд, Лайоша Кошута, князя Адама Єжи Чарторийського, Яна Снядецького з дружиною, також портрет сім'ї Плятерів, священника Казимира Пшиялговського, власний автопортрет.
Серед творів Наполеона Іллаковича також пейзажі («Млин на Сені», «Пейзаж південної Франції», «Чортів міст в Піренеях»), жанрові сцени («Перше зізнання у коханні»), історичні полотна («Вітольд і Ягелло перед Грюнвальдською битвою приймають мечі хрестоносців», 1849).
Займався також церковним мистецтвом: йому належить «Свята Трійця» в костелі в с. Судярве (нині поблизу Вільнюса), картина у вівтарі костелу у Видишкяї (нині Укмергський район) та вівтарна картина «Святий Миколай» в єзуїтському костелі Львова, настінний розпис в костелі Святого Михайла Архангела в Сморгоні, в Юзефові (Латвія).
Окремі твори Іллаковича зберігаються в Литовському художньому музеї, Національному музеї Варшави, Національному музеї Кракова, Львівській галереї мистецтв, Польській бібліотеці в Парижі, Музеї образотворчих мистецтв у Будапешті, в інших зібраннях та приватних колекціях.